# Rio San Giorgio
Il rio San Giorgio è un canale che scorre in provincia di Piacenza. 
Nasce dal torrente Nure a Ponte dell'Olio presso il castello di Riva e arriva fino a San Giorgio Piacentino, dove le sue acque si reimmettono nel corso d'acqua principale.

## Percorso
Il Rio, già citato in un atto notarile del novembre 1221, inizia sul lato più lungo delle mura del castello di Riva. I più antichi proprietari furono Prospero e Bernardo Anguissola e Girolamo Anelli.

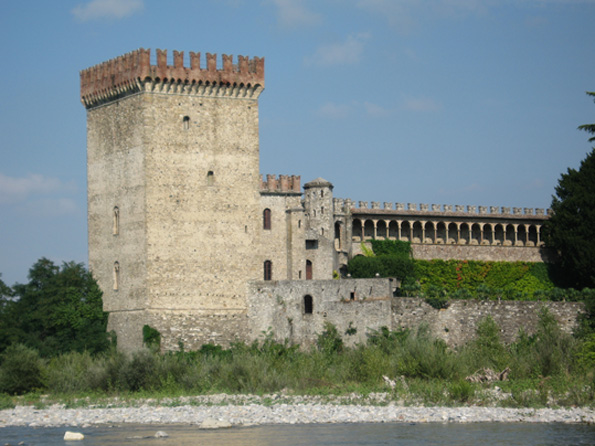
Il Nure nei pressi del castello di Riva dove nasce il Rio San Giorgio.

Subito il canale incontra la prima chiusa. Alcuni scritti dell'epoca parlano di una corrente talmente forte che, nemmeno la paglia e il letame potevano riuscire a rallentarla. Successivamente vennero costruiti muraglioni a zig zag per rallentarne il corso.
Oggi scorre sotto terra passando al di sotto della via centrale del paese. Durante il suo percorso incontra l'ex fabbrica dei bottoni situata presso la fattoria "Armella", dove era la primaria fonte di energia. Lì si divide in tre parti e raggiunge il maglio del ferro, il maglio del piombo e la cartiera del ducato di Parma e Piacenza (edifici tuttora esistenti, ma privati ed adibiti a funzione abitativa, tranne la cartiera che è utilizzata come magazzino). Il rivo serviva 17 mulini percorrendo 4772 trabucchi, macinava cereali, lino, canapa e materiali per la carta.
Il rio San Giorgio effettua un passaggio a botte nel rio Cisiaga, arrivando ad una chiusa che, se aperta, ne fa defluire la maggior parte dell'acqua nel rio Cisiaga, ma se chiusa la indirizza verso Folignano, da cui raggiunge poi San Giorgio Piacentino, attraversando sotterraneamente il centro abitato.